# Jakub Berman

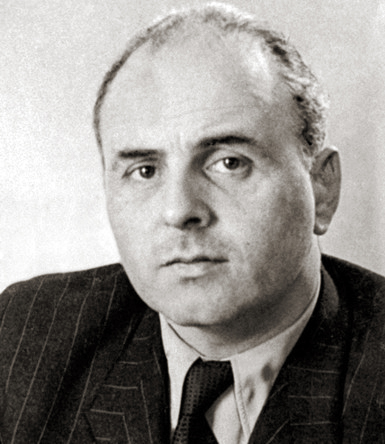
Jakub Berman.

Jakub Berman, född 23 december 1901 i Warszawa, död 10 april 1984 i Warszawa, var en polsk kommunistisk politiker. 

## Biografi
Berman hade judisk härkomst och utbildade sig till jurist på Universitetet i Warszawa. Under mellankrigsåren var han aktiv i Polens kommunistiska parti (KPP). Vid det tyska anfallet på Polen 1939 flydde han till Sovjetunionen där han blev en av de ledande personerna bland de polska exilkommunisterna. Vid tiden för den sovjetiska offensiven in i Polen 1944 tillhörde han den prosovjetiska Polska kommittén för nationell befrielse (PKWN). Mellan 1944 och maj 1956 var han medlem i politbyrån inom Polska arbetarpartiet (PPR) som efter en sammanslagning med Polska socialistpartiet (PPS) 1948 blev Polska förenade arbetarpartiet (PZPR), det parti som styrde Polen fram till 1989. Berman utgjorde tillsammans med Bolesław Bierut och Hilary Minc den ledande trio som styrde PZPR, och därmed i praktiken även Polen. Han var vice premiärminister 1952–1954.  Även om Berman inte hade formellt ansvar ledde han Ministeriet för allmän säkerhet (Ministerstwo Bezpieczeństwa Publicznego), och med hjälp av säkerhetsstyrkorna bedrev han förföljelser och flera politiska processer mot bland annat forna soldater i Armia Krajowa ('Hemarmén', AK) och andra partisanorganisationer. Han avslutade sin politiska karriär under avstaliniseringen 1956, och uteslöts 1957 från PZPR. Därefter arbetade Berman för bokförlaget Książka i Wiedza ('Böcker och kunskap') tills han pensionerades 1969.  Bermans och Mincs existens förtegs sedermera i uppslagsböcker och historieböcker under efterföljande socialisttiden. 1983 tilldelades han en prestigefylld medalj av premiärministern och partichefen general Wojciech Jaruzelski (Medal Krajowej Rady Narodowej).